# Belishova
Belishova falu Albánia délnyugati részén, a Mallakastra hegyvidékén, Fiertől légvonalban 16, közúton 25 kilométerre délkeleti irányban. Fier megyén és Mallakastra községen belül Qendër Dukas alközség települése.
A falu a Gjanica völgyének délnyugati oldalán, a mallakastrai hegyvidékhez tartozó Breg i Vëndit (639 m) északi lejtőjén, a Gjanicába futó Belishovai-patak (Përroi i Belishovës) völgyében fekszik. A falu a Gjanica völgyében futó SH4-es jelű főútvonalról egy mellékrendű úton közelíthető meg.
A település nevezetes szülötte Liri Belishova (1923–2018) kommunista politikus.